# Zgorzelec Plaza
Zgorzelec Plaza (występujące też pod nazwą DL City Zgorzelec) – centrum handlowo-rozrywkowe w Zgorzelcu przy ulicy Armii Krajowej 52A. Centrum zostało wybudowane w latach 2009-2010, a jego otwarcie nastąpiło 18 marca 2010. W latach 2020–2021 zostało ono rozbudowane.

## Opis
Budowa centrum handlowego ruszyła w 2009 roku, dobiegła końca w marcu następnego roku. Wykonawcą obiektu była spółka Karmar. Galerię oficjalnie otwarto 18 marca 2010 roku. Powierzchnia użytkowa centrum wynosi 25000 m², a kubatura 151 090 m³. Przy centrum znajduje się 450 miejsc parkingowych. W latach 2020–2021 obiekt rozbudowano.
W 2018 roku centrum zostało zakupione przez M7 Real Estate, następnie zostało sprzedane ponownie w styczniu 2020 roku i zakupione przez DL Invest Group. We wrześniu 2021 roku DL Invest Group sprzedało centrum firmie z Czech.
W obiekcie mieści się m.in. 3-salowe Multikino oraz sklepy znanych sieci takich jak H&M, Sinsay, Media Expert i Empik.